# Сивец, Николай Фёдорович
Николай Фёдорович Сивец  (р. 24 сентября 1953 года, д. Волосово, Витебская область, БССР) — белорусский врач-хирург высшей квалификационной категории, доктор медицинских наук. Награждён знаком «Отличник здравоохранения Республики Беларусь». Автор около сотни научных трудов по вопросам профилактики гнойных осложнений в хирургии. Является одним из главных разработчиков белорусского инновационного препарата — антисептика «Мукосанин».

## Биография
Окончил с отличием Витебское медицинское училище. После службы в армии поступил в Минский медицинский институт, который окончил с красным дипломом.
Два года проходил клиническую ординатуру в НИИ онкологии и медицинской радиологии в Боровлянах, после чего пять лет посвятил исследовательской работе в отделе, который занимался разработками комбинированных методов лечения больных опухолями брюшной полости.
В 1988 году возглавил хирургическое отделение в Минской 3-й клинической больнице, которым заведовал на протяжении 20 лет. Ежегодно он делал более трёхсот сложнейших операций.
В 2000 году защитил кандидатскую диссертацию.
В 2011 году защитил в БГМУ диссертацию «Профилактика инфекций области хирургического вмешательства в абдоминальной хирургии» и получил учёную степень доктора медицинских наук по специальности хирургия. Учёная степень присуждена за новые научно-обоснованные результаты, полученные на большом клиническом, экспериментальном, микробиологическом, лабораторном, патоморфологическом материале.
Сегодня является заведующим хирургическим отделением 6-й городской клинической больницы Минска. Операции проводит по особой современной технологии с использованием лазерного световода — методом лечения, совершившим настоящий переворот во флебологии и используемый в лучших клиниках мира. Специализируется на хирургическом лечении заболеваний органов желудочно-кишечного тракта, грыж различной локализации, в том числе грыж пищевого отверстия диафрагмы, варикозной болезни с применением лазерной технологии.

## Семья
- Супруга — Раиса Ивановна Сивец;
- Сын — Алексей Николаевич Сивец — кандидат медицинских наук[3];
- Дочь — Татьяна Николаевна Сивец — поэтесса, публицист, главный редактор газеты «Літаратура і мастацтва».

## Участие в международных научно-практических конференциях
- 2008 — Международная научно-практическая конференция «Современные проблемы инфекционной патологии человека», 16-17 октября 2008 г., Минск. Выступление в секции «Современные проблемы лечения и диагностики инфекционных заболеваний человека» с докладом «Антимикробная активность нового отечественного терапевтического антисептика мукосанин»[7].